# Mikk Pinnonen
Mikk Pinnonen (født 4. januar 1991) er en estisk håndboldspiller, der spiller for Århus Håndbold i Håndboldligaen. 